# Candy (Robbie Williams)
Candy è una canzone di Robbie Williams, primo singolo estratto dal suo nono album Take the Crown. Il singolo è stato pubblicato per il download digitale dal 29 ottobre 2012 su etichetta Universal Records.
Il singolo è stato scritto da Gary Barlow, Robbie Williams, Terje Olsen e prodotto da Jacknife Lee.

## Il brano

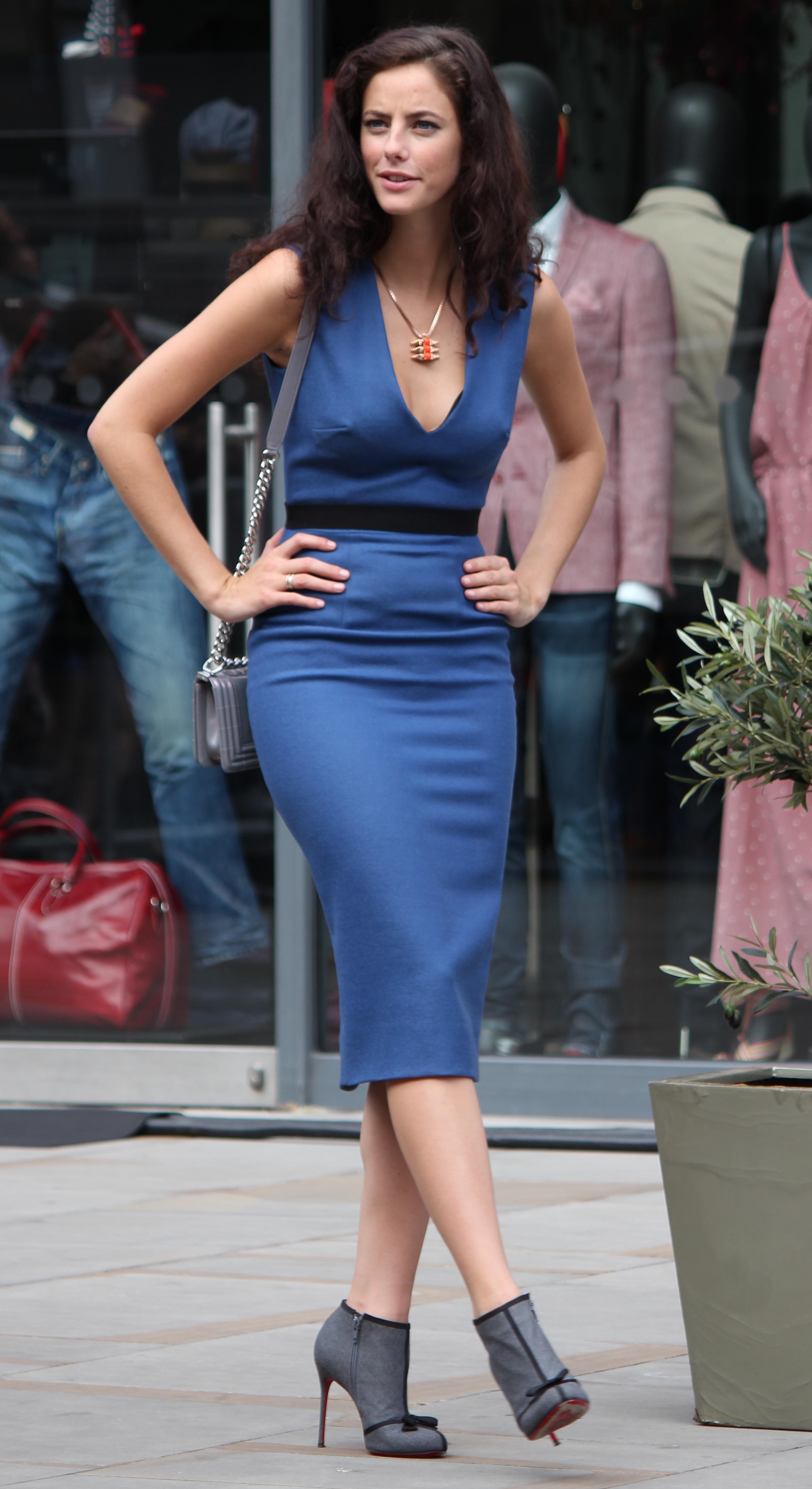
Kaya Scodelario a Londra durante le riprese del video.

Riguardo al brano Robbie ha dichiarato: "È una canzone estiva dal tono molto simile a quello di Rock DJ. Ci sono brani che richiedono una vita per essere scritti e altri che escono dalla tua bocca già pronti, e non devi nemmeno stare a pensarci. Non so perché Candy sia nata così spontaneamente, è successo e basta."

## Videoclip
Il videoclip del singolo è stato diretto da Joseph Kahn ed è stato girato a Londra nel mese di agosto 2012. Il video è stato distribuito attraverso YouTube sul canale Vevo di Williams il 10 settembre 2012. Nel videoclip Robbie Williams interpreta un maldestro angelo custode coinvolto in tragicomiche situazioni per salvare l'amata, interpretata dall'attrice inglese Kaya Scodelario.

## Tracce
Download digitale
1. Candy – 3:21

EP digitale
1. Candy – 3:20
2. Candy (Max Sanna and Steve Pitron remix) – 6:52
3. Candy (Major Look remix) – 4:22
4. Candy (More Candy) – 7:07

CD Singolo
1. Candy – 3:21
2. Candy (Max Sanna & Steve Pitron Remix) – 6:56

## Classifiche
| Classifica (2012) | Posizione massima |
| ----------------- | ----------------- |
| Austria           | 4                 |
| Belgio (Fiandre)  | 21                |
| Belgio (Vallonia) | 9                 |
| Danimarca         | 10                |
| Europa            | 1                 |
| Francia           | 14                |
| Germania          | 3                 |
| Irlanda           | 2                 |
| Italia            | 2                 |
| Paesi Bassi       | 1                 |
| Regno Unito       | 1                 |
| Spagna            | 21                |
| Svezia            | 42                |
| Svizzera          | 8                 |
| Ucraina           | 63                |
| Ungheria          | 7                 |